# 新型コロナウイルスを考える会
新型コロナウイルスを考える会（しんがたことなういるすをかんがえるかい)とは、新型コロナウイルスに関する真実を誠実に追い求めることを目的に、2020年9月2日に設立された団体である。
代表は正木稔子(医師)、事務局長は東京都日野市議会議員である池田利恵、顧問は大橋眞(徳島大学名誉教授)である。

## 活動
全国各地で有料のセミナーや食事会を開催している。講師および聴衆は、非常事態宣言にもかかわらず、原則としてマスクを着用しない。また、オンラインショップにてオリジナルグッズの販売を行っている。
セミナーでは、新型コロナウイルスは確認されていない、新型コロナワクチンは卵巣の毒であるなどとする解説を行い、マスクは不要であると説明している。
こうした活動に対して、徳島大学は大橋眞との雇用関係はなく、大橋の見解は大学と一切関係がないという声明を発表している。

## 年表
- 2020年9月2日、設立